# Merszefalva
Merszefalva (Mircești) település Romániában, Moldvában, Iași megyében.

## Fekvése
A Szeret folyó mellett, Szabófalva szomszédjában fekvő település.

## Története
Merszefalvának 1930-ban 857 lakosa volt.
A 2007 évi népszámláláskor 3681 lakosa volt a településnek.
A település egyik udvarházában lakott éveken keresztül Vasile Alecsandri (1821-1890) neves költő és politikus. Itt alkotta műveinek nagy részét is. Itt, az udvarházat övező parkban helyezték örök nyugalomra. Az épületben levő múzeumban láthatók bútorai, használati tárgyai , könyvtára és kéziratai.
Liszt Ferenc Iașiba való utazásakor ugyancsak ebben az udvarházban töltött egy éjszakát.

## Nevezetességek
- Vasile Alecsandri Emlékmúzeum - Vasile Alecsandri a neves költő és politikus éveken keresztül lakott ebben az udvarházban, itt alkotta műveinek nagy részét is. A nép nyelvének és szokásainak megbecsüléséért harcoló írót itt, az udvarházat övező parkban helyezték örök nyugalomra. Az épületben most múzeum van, ahol az író bútorai, könyvtára, kéziratai és használati tárgyai láthatók. Ebben a házban töltött egy éjszakát Liszt Ferenc is, amikor Iașiba utazott.

## Galéria

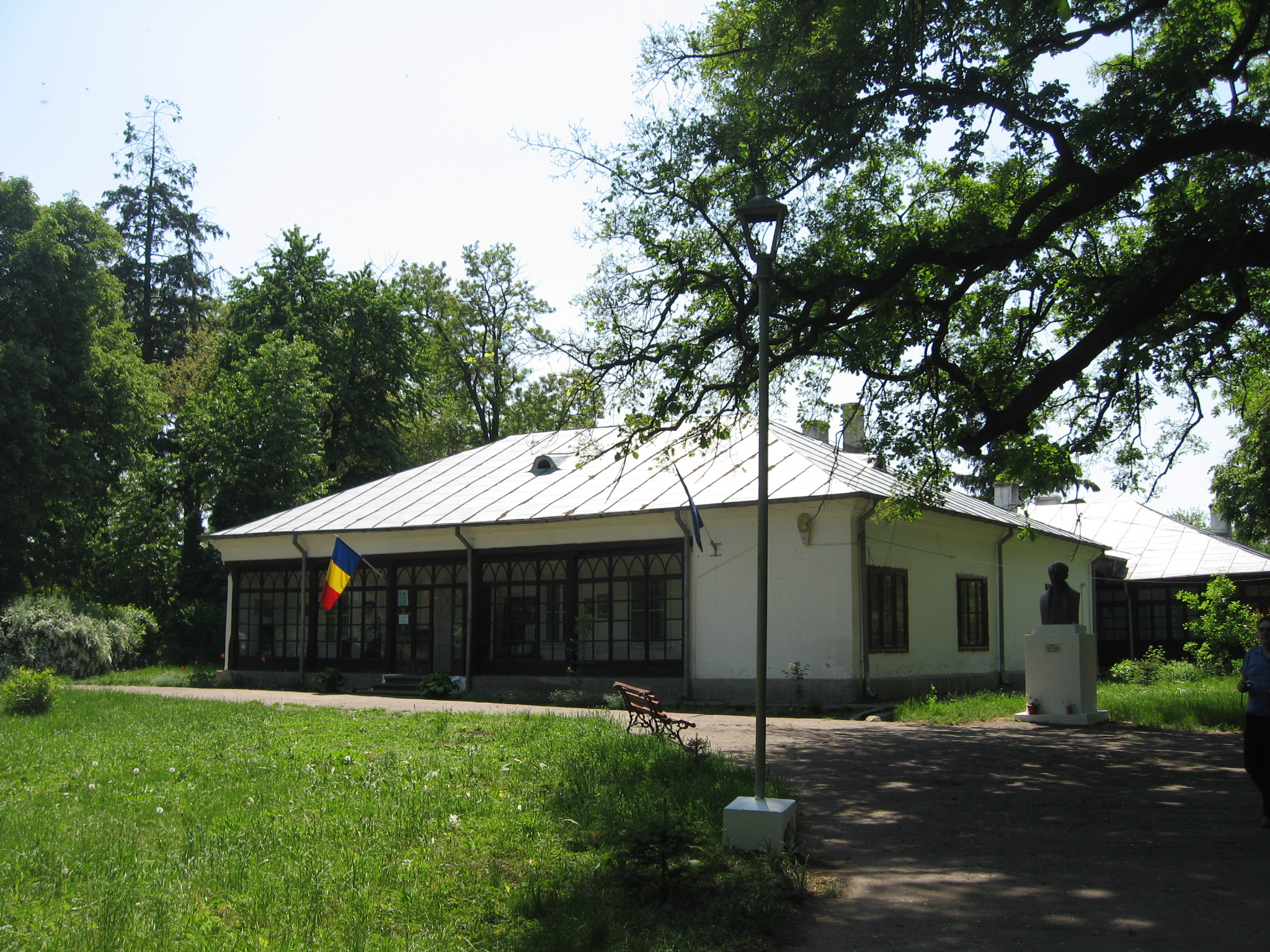
Vasile Alecsandri szülőháza
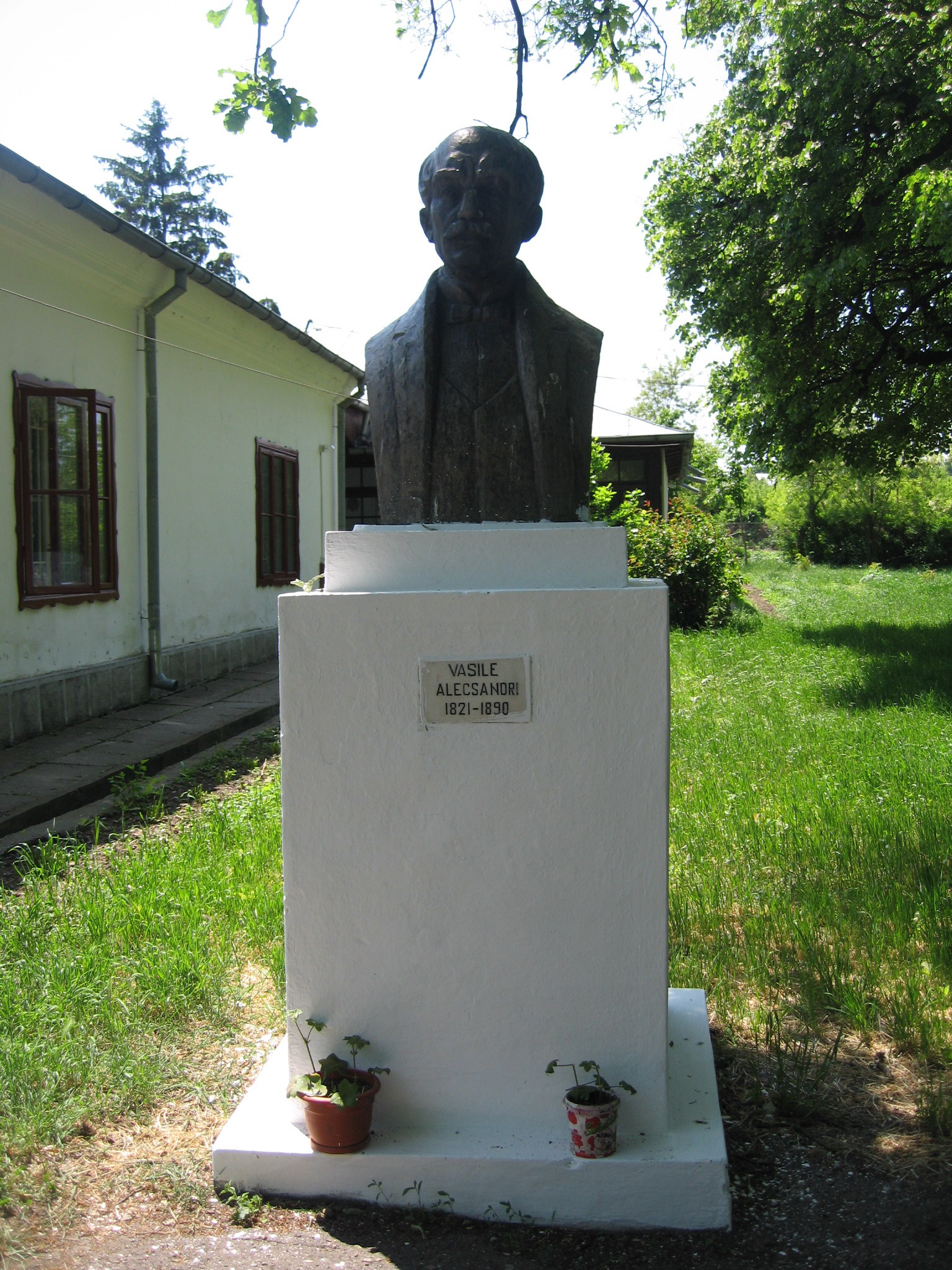
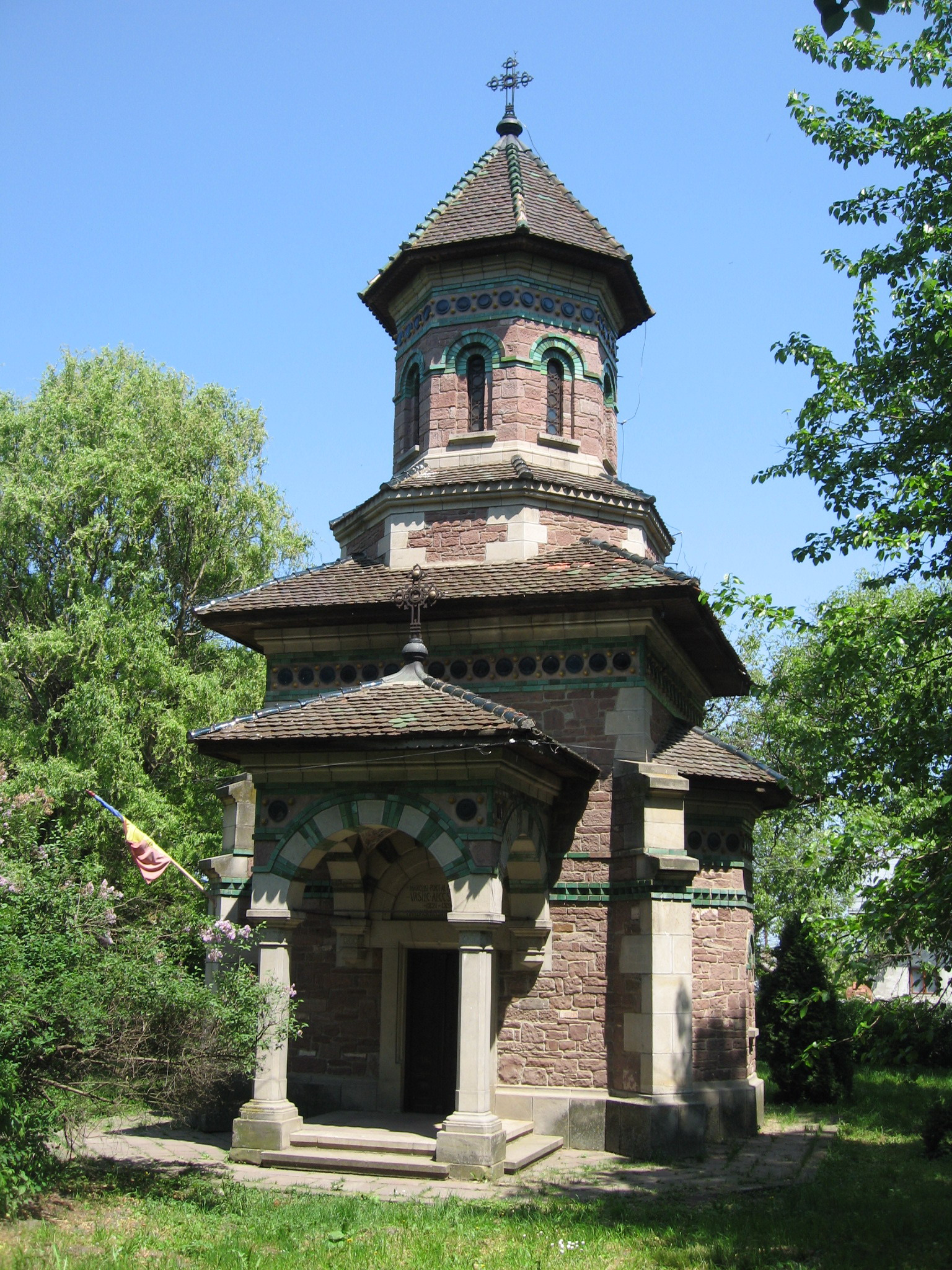